# Cimicomorpha

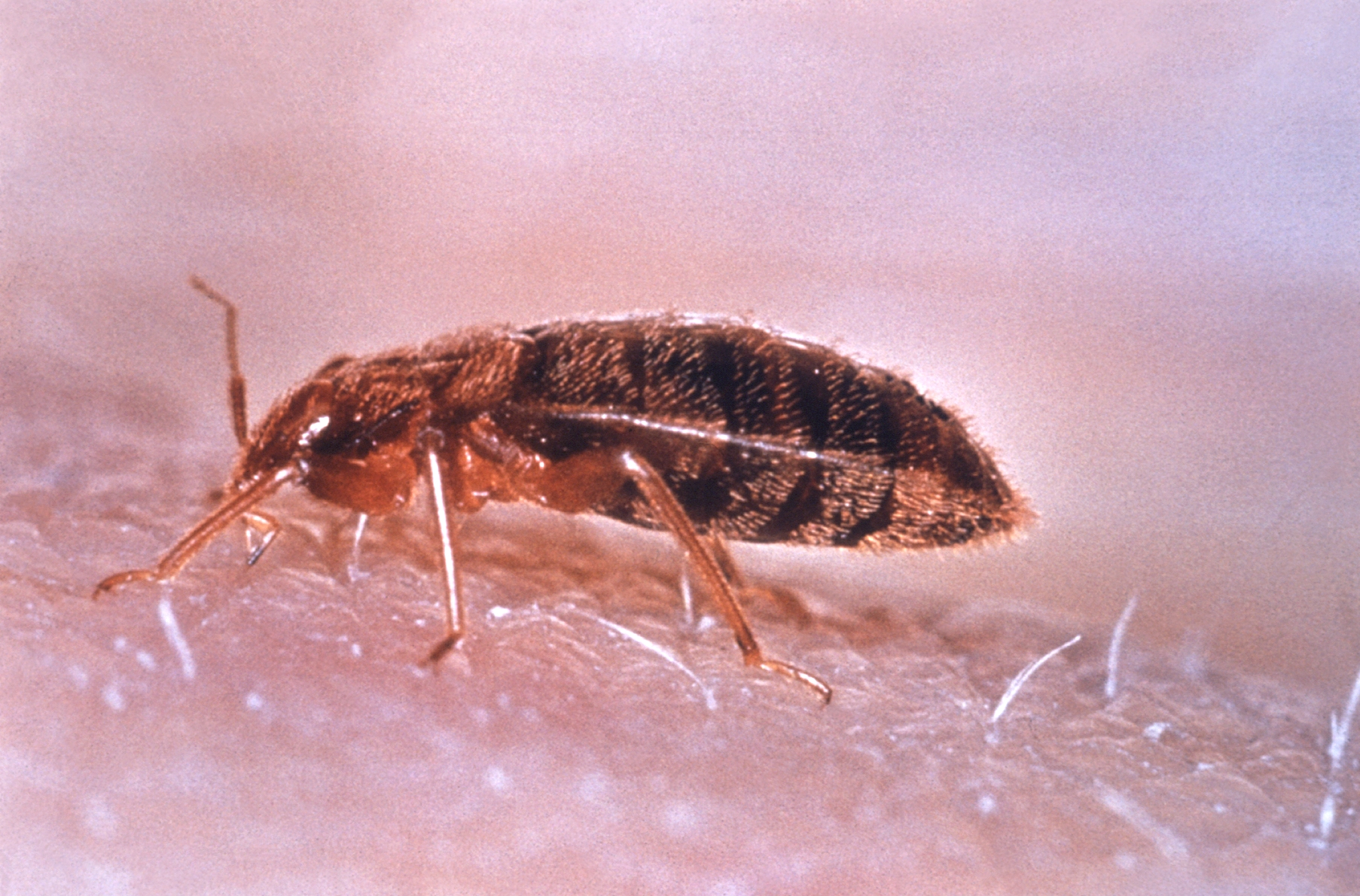
Bettwanze (Cimex lectularius)

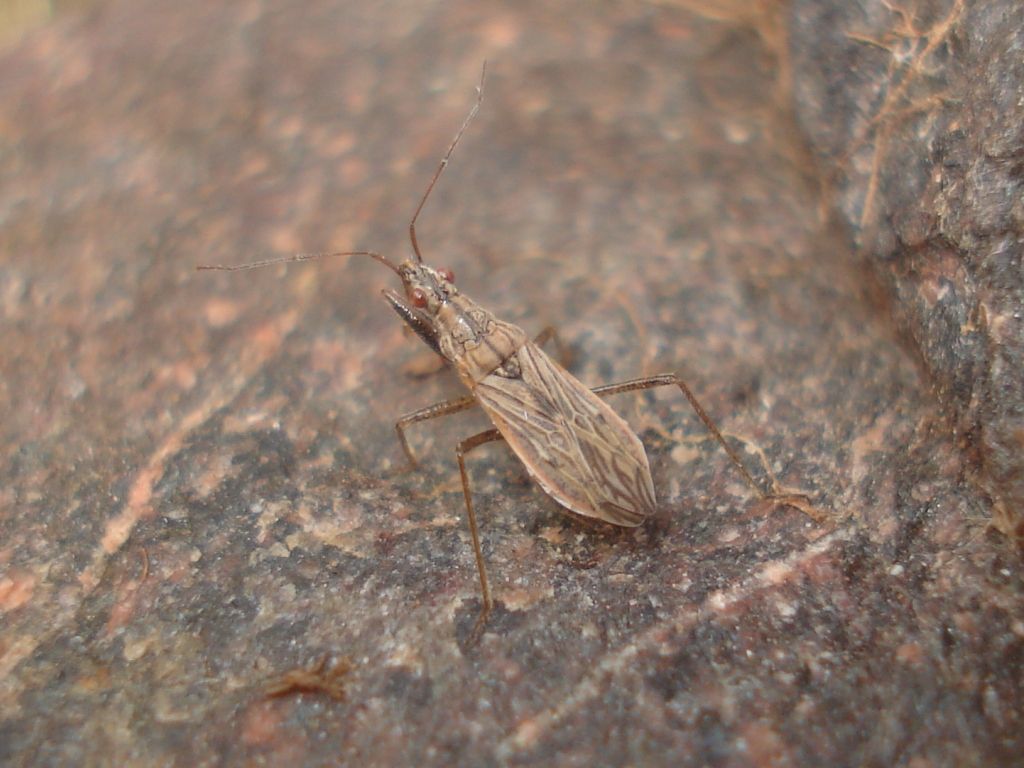
Rotbraune Sichelwanze (Nabis rugosus)

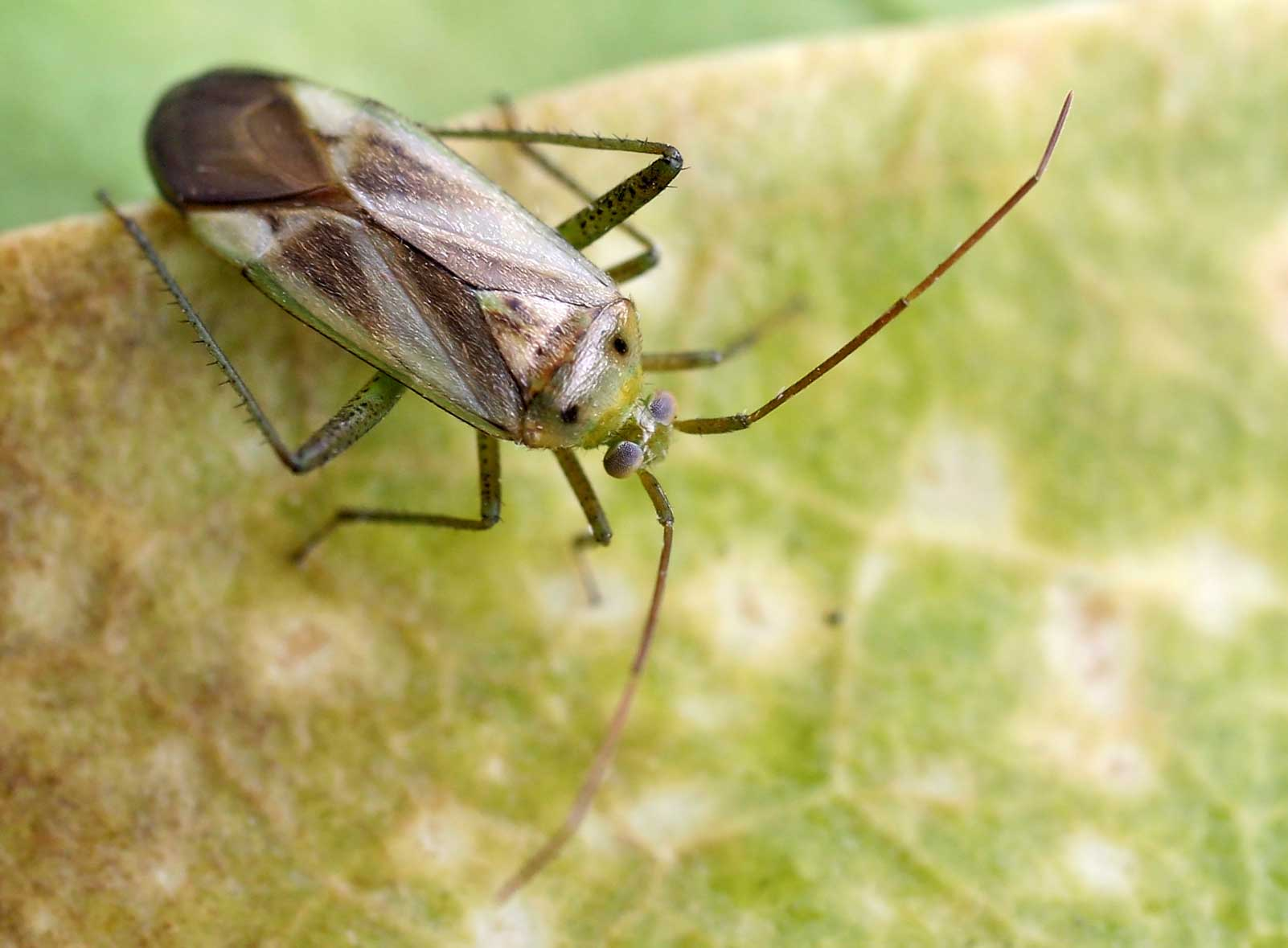
Gemeine Zierwanze (Adelphocoris lineolatus)

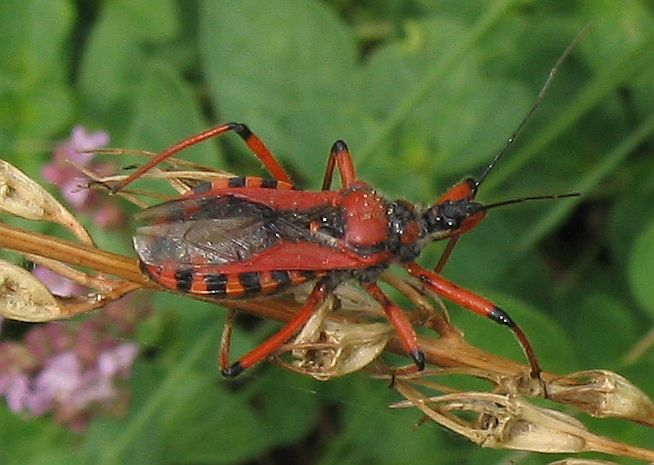
Rote Mordwanze (Rhynocoris iracundus)

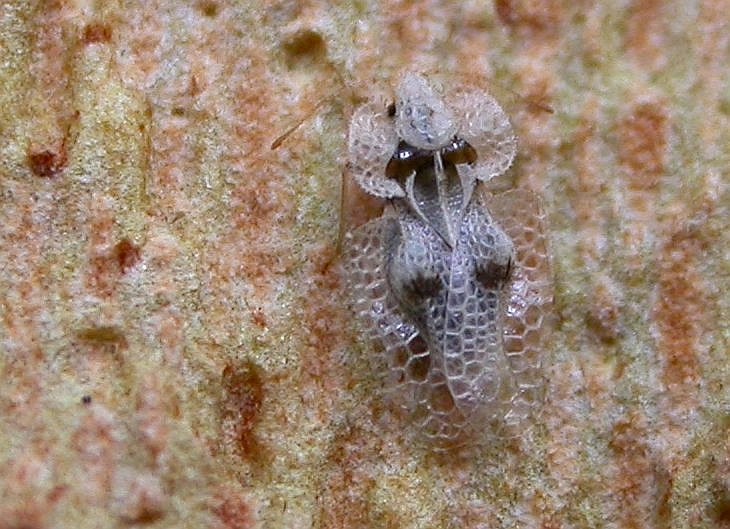
Platanen-Netzwanze (Corytucha ciliata)

Die Cimicomorpha sind eine Teilordnung der Wanzen (Heteroptera). Die Verwandtschaftsgruppe umfasst weltweit mehr als 20.500 beschriebene Arten in mehr als 2700 Gattungen und ist damit größte Teilordnung der Wanzen. Die meisten Arten finden sich in den Familien der Weichwanzen (Miridae) und Raubwanzen (Reduviidae); den artenreichsten Familien der Wanzen überhaupt. In Europa kommen rund 1700 Arten und Unterarten der Teilordnung vor. Die aktuelle taxonomische Klassifikation der Gruppe folgt der Arbeit von Randall T. Schuh und Pavel Štys aus dem Jahr 1991, welcher auch Schuh & Slater (1995) gefolgt sind. Obwohl eine neuere phylogenetische Untersuchung durch Schuh, Weirauch & Wheeler (2009) Unstimmigkeiten, insbesondere bei der verwandtschaftlichen Stellung der Familie Thaumastocoridae erkennen ließ, ergaben sich keine ausreichend gut begründeten Ergebnisse zur Änderung der Klassifikation.

## Merkmale
Der Kopf der Wanzen ist häufig nach vorne gerichtet (prognath), wobei sich das Labium vorne und die Stirnplatte (Clypeus) mehr oder weniger dorsal und in nahezu horizontaler Lage befindet. Bei den Arten, deren Kopf nicht stark prognath ist, liegt das Labium vorne auf der Ventralseite und die Stirnplatte befindet sich vorne und mehr oder weniger in vertikaler Lage. Am Kopf befinden sich häufig Trichobothria und die Fühler sind geißelförmig. Das Labium ist drei- oder viergliedrig.
Die Vorderflügel sind bei den Individuen mit voll entwickelten (makropteren) Flügeln immer als Hemielytren ausgebildet, deren vorderer Teil stark sklerotisiert, ledrig und deren hinterer Teil membranös ist. Häufig ist eine mediale und eine costale Unterbrechung bei den Flügeladern ausgebildet. Die Membrane trägt ein bis drei geschlossene Zellen oder wenige, freie oder gar keine Flügeladern oder 10 bis 20 Flügeladern, die von geschlossenen Zellen ausgehen. Die Hinterflügel haben in der Regel einen einfachen, sich nicht verästelnden Sektor der Ader R+M. Die Tarsen sind meist drei-, manchmal auch zweigliedrig. Der Prätarsus ist bei den meisten Familien symmetrisch und besitzt sowohl bei den Nymphen, als auch bei den adulten Tieren keine Arolia. Die Klauen sind einfach; Pulvilli und andere Anhängsel an ihnen sind mit Ausnahme vieler Weichwanzen und einiger Thaumastocoridae und Blumenwanzen (Anthocoridae) nicht ausgebildet. Der Verdunstungsberiech der Duftdrüsenöffnungen am Metathorax besitzt meist deutlich erkennbare Auswüchse.
Das Stigma am ersten Hinterleibssegment ist bei manchen Arten ausgebildet, die übrigen Stigmen liegen immer auf der ventralen Körperseite auf einem Laterosternit oder der Mediosternalplatte, wobei diesfalls ein Laterotergit vorhanden sei oder auch fehlen kann. Die Spermatheca der Weibchen dient nicht zur Spermaspeicherung und ist entweder zurückgebildet und in eine wurmförmige Drüse umgebildet, oder fehlt. Die Paramere sind nach vorne gerichtet.
Bei den Eiern ist die Mikropyle in der Regel deutlich von den Aeropylen unterschieden. Beide sind außerhalb des Operculums ringförmig angeordnet.

## Lebensweise
Die Gruppe umfasst ausschließlich bodenbewohnende Arten. Die Tiere ernährten sich ursprünglich vermutlich ausschließlich räuberisch, neben diesen und parasitisch lebenden Arten umfasst die Familie heute jedoch auch rein an Pflanzen saugende Familien wie die Weichwanzen, Netzwanzen (Tingidae) und Thaumastocoridae. Viele Arten sind vor allem in den Tropen als Schädlinge und Überträger von Krankheiten, aber auch in der Biologischen Schädlingsbekämpfung von wirtschaftlicher Relevanz.

## Taxonomie und Systematik
Das Taxon wurde erstmals durch Leston, Pendergrast & Southwood 1954 beschrieben. Durch nachfolgende Autoren wurde ihr Umfang teilweise sehr unterschiedlich betrachtet. Cobben betrachtete in seinen Arbeiten aus den Jahren 1968 und 1978 etwa die Zuordnung der Raubwanzen und Thaumastocoridae als unrichtig und stellte die Pachynomidae zu den Sichelwanzen (Nabidae), wohingegen Caryon (1950), Davis (1969) und Caryon & Villiers (1968) sie zu den Raubwanzen stellten. Eine Multigen-Studie aus dem Jahr 2012 bestätigte nicht nur die Monophylie der sieben Teilordnungen der Wanzen aufgrund molekularer Phylogenie, sie zeigte auch, dass die Cimicomorpha am wahrscheinlichsten mit der Teilordnung der Pentatomomorpha nächst verwandt ist.
Die aktuelle taxonomische Klassifikation der Untergruppen der Cimicomorpha folgt der Arbeit von Randall T. Schuh und Pavel Štys aus dem Jahr 1991, welcher auch Schuh & Slater (1995) gefolgt sind. Obwohl eine neuere phylogenetische Untersuchung durch Schuh, Weirauch & Wheeler (2009) Unstimmigkeiten erkennen ließ, ergaben sich keine ausreichend gut begründeten Ergebnisse zur Änderung der Klassifikation. Die Untersuchung ergab große Unstimmigkeiten bei der Monophylie und verwandtschaftlichen Stellung der Familie Thaumastocoridae und der Stellung der Cimiciformes – das Taxon das die Velocipedidae, Medocostidae, Nabinae, Prostemmatinae, Joppeicidae, Microphysidae und Cimicoidea umfasst – im Verhältnis zu den Pentatomomorpha und den übrigen Familien der Cimicomorpha. Die Untersuchung konnte jedoch auch die Monophylie der Reduvioidea, der Raubwanzen (Reduviidae), der Cimicoidea einschließlich der Curaliidae, der Netzwanzen (Tingidae) und der Weichwanzen (Miridae) zeigen. Außerdem zeigte sich, dass die letzteren beiden Familien sehr wahrscheinlich ein monophyletisches Taxon bilden, sohin die Überfamilie Miroidea ohne Thaumastocoridae entsprechend sicher monophyletisch ist. Die verwandtschaftliche Stellung der Subtaxa der Weichwanzen blieb jedoch auch stark im Unklaren. Die Monophylie der Cimiciformes stellte sich als wahrscheinlich heraus. Schwestergruppe der Cimiciformes wäre demnach die Überfamilie Miroidea ohne Thaumastocoridae.
Die Teilordnung umfasst nach Schuh & Štys (1991), ergänzt um die erst 2008 als damit jüngste Familie der Wanzen erstbeschriebenen Curaliidae folgende Überfamilien und Familien:
- Überfamilie Cimicoidea
  - Familie Blumenwanzen (Anthocoridae)
  - Familie Plattwanzen (Cimicidae)
  - Familie Lasiochilidae
  - Familie Lyctocoridae
  - Familie Plokiophilidae
  - Familie Polyctenidae
- Überfamilie Joppeicoidea
  - Familie Joppeicidae
- Überfamilie Microphysoidea
  - Familie Flechtenwanzen (Microphysidae)
- Überfamilie Miroidea
  - Familie Weichwanzen (Miridae)
  - Familie Thaumastocoridae
    - Gattung Thaumastocoris
      - Art Thaumastocoris peregrinus Carpintero & Dellapé, 2006

  - Familie Netzwanzen oder Gitterwanzen (Tingidae)
- Überfamilie Naboidea
  - Familie Medocostidae
  - Familie Sichelwanzen (Nabidae)
- Überfamilie Reduvioidea
  - Familie Pachynomidae
  - Familie Raubwanzen (Reduviidae)
- Überfamilie Velocipedoidea
  - Familie Curaliidae
  - Familie Velocipedidae

## Belege